# Протасевич, Роман Дмитриевич
Рома́н Дми́триевич Протасе́вич (бел. Раман Дзмітрыевіч Пратасевіч; род. 5 мая 1995, Минск) — белорусский журналист, блогер и политический активист, бывший главный редактор телеграм-каналов NEXTA и «Беларусь головного мозга». Широкую огласку получил его арест в результате инцидента с посадкой Boeing 737 в Минске 23 мая 2021 года, ставший причиной очередного витка напряжения в отношениях Белоруссии и стран Запада.

## Биография

### Семья. Ранние годы
Родился 5 мая 1995 года в Минске. Отец — Дмитрий Иванович Протасевич, бывший подполковник запаса (лишён воинского звания указом президента Республики Беларусь в 2021 году), работал старшим преподавателем кафедры идеологической работы Военной академии Республики Беларусь. Мать — Наталья Петровна Протасевич, в той же Военной академии работала библиотекарем (по другим сведениям — преподавателем высшей математики).
Протасевич участвовал в оппозиционных акциях протеста с начала 2010-х годов. 6 июля 2011 года был задержан в Минске за участие в акциях «молчаливого» протеста, после чего был исключён из лицея БНТУ и продолжил обучение в средней школе № 94 Минска. По словам его родителей, из лицея БНТУ и из школы Романа никто не отчислял, отец рассказал: «Накануне акции 21 сентября он сам попросил меня забрать документы из лицея. У него уже было предупреждение за задержание во время такой акции в июле. Акции эти являются незаконными, и, естественно, ни один руководитель не захочет, чтобы у него в коллективе были люди, которые нарушают закон. В этом плане позицию дирекции лицея мы разделяем. И сын наш понимал все это, потому и забрали документы». С осени 2011 года являлся членом Молодого Фронта. До 2012 года он был одним из администраторов крупной оппозиционной группы в социальной сети ВКонтакте. Поступил на факультет журналистики Белорусского государственного университета, но вскоре был отчислен. Forbes утверждает, что до поступления в БГУ Роман один семестр отучился в БГУИР на факультете компьютерных систем и сетей.

### Военный конфликт на востоке Украины и полк «Азов»
Был в зоне вооружённого конфликта в Донбассе, где, как он заявил в интервью Юрию Дудю в сентябре 2020 года, работал журналистом, освещал боевые действия с украинской стороны и был ранен. Командир полка «Азов» Андрей Билецкий подтвердил, что Протасевич находился в данном парамилитарном образовании, также как и в других воинских частях как журналист. При этом в открытых источниках не обнаружено ни одного репортажа или другой публикации Протасевича, посвящённого войне на Украине. После ареста Протасевича начали появляться сообщения о его участии в военных операциях «Азова». Отец Протасевича заявил в интервью, что на его сына были заведены дела ещё в 2014 году, когда он «был на территории Донбасса и воевал на стороне украинской армии». Позже отец Протасевича опроверг это заявление. Мать Протасевича заявила о работе своего сына исключительно в качестве журналиста с украинской стороны.
В интервью белорусскому каналу ОНТ 3 июня 2021 года Протасевич подтвердил, что давал интервью как боец с позывным «Ким», однако вновь заявил, что в боевых действиях, несмотря на получение штатного пулемёта, не участвовал. Свои слова из интервью 2015 года об участии в боевых действиях он охарактеризовал как ложные.

### Журналистская деятельность
Протасевич работал журналистом в ряде белорусских СМИ — tut.by, onliner.by, «Еврорадио», белорусских редакциях «Комсомольской правды» и Радио «Свобода» и в других изданиях. Специализировался на фотожурналистике, 29 марта 2019 года как аккредитованный фотограф работал на встрече Себастьяна Курца и Сергея Румаса в Минске. Будучи аккредитованным фотографом, сделал по меньшей мере одну фотографию Александра Лукашенко (на Европейских играх 2019 года в Минске). Часто делал репортажи с протестных акций, в том числе в регионах. Помимо фоторепортажей, занимался видеожурналистикой: редакция «Еврорадио» писала, что он принимал активное участие в съёмках сюжета о чеченских беженцах в Бресте. В конце 2019 года выехал в Польшу, 22 января 2020 года подал заявление на предоставление убежища в Польше, ссылаясь на преследование белорусскими властями.
По состоянию на 2020 год Протасевич руководил телеграм-каналом NEXTA вместе с его создателем Степаном Путило. В августе 2020 года NEXTA стал одним из крупнейших источников информации в период масштабных отключений интернета в первые дни после президентских выборов. Постепенно канал начал координировать действия протестующих. До 29 сентября 2020 года Протасевич был главным редактором каналов мессенджера Телеграм «NEXTA» и «NEXTA Live».
5 ноября 2020 года Протасевичу и Путило заочно предъявили обвинения по трём статьям Уголовного кодекса Республики Беларусь: организация массовых беспорядков (ст. 293), организация действий, грубо нарушающих общественный порядок (ст. 342) и разжигание социальной вражды по профессиональному принципу (ст. 130, ч. 3). 19 ноября 2020 года КГБ РБ внёс Протасевича и Путило в список террористов. В прессе указывали на то, что Протасевичу в случае задержания может грозить смертная казнь, хотя в других источниках отмечали, что по предъявленным обвинениям он может избежать расстрела. Разногласия относительно возможности применения высшей меры наказания к Протасевичу вызваны наличием его имени в составленном КГБ списке лиц, причастных к террористической деятельности, но без предъявления обвинения по соответствующей статье УК РБ (статья 289 «Акт терроризма»).
В августе 2020 года родители Протасевича переехали жить к нему. 4 мая 2021 года Александр Лукашенко подписал указ о лишении воинских званий тех силовиков, кто поддержал протесты. Среди них был и отец Протасевича Дмитрий Протасевич, подполковник запаса, многолетний участник парадов на 9 мая, награждённый медалью за 29 лет безупречной службы.
В конце 2020 года Протасевич переехал в Вильнюс.
В мае 2021 года Протасевич со своей девушкой, студенткой Европейского гуманитарного университета и гражданкой России Софьей Сапега, полетел из Вильнюса в Афины на Дельфийский экономический форум, который проходил 10—15 мая в Дельфах (Греция). 16 мая Протасевич фотографировал Светлану Тихановскую, которая встречалась с греческими властями. После этого несколько дней Протасевич и Сапега отдыхали на Кипре.

### Арест в Минске
Перед вылетом из Греции Роман в личной переписке предположил, что в аэропорту за ним ведётся слежка. После просмотра записей с камер видеонаблюдения в отелях и в аэропорту в МВД Греции подтвердили, что за Романом Протасевичем и его девушкой Софьей Сапегой следили не менее трёх сотрудников спецслужб с российскими паспортами, действовавших в интересах Белоруссии.
23 мая 2021 года борт FR4978 ирландской авиакомпании Ryanair, летевший из Афин в Вильнюс с Протасевичем на борту, получил сообщение о минировании и приземлился в национальном аэропорту Минск. Первоначально государственное агентство БелТА сообщило, что инициатива досрочного приземления исходила от пилотов, однако впоследствии представитель Ryanair сообщил, что курс самолёта был изменён по указанию белорусского центра по управлению воздушным движением. От белорусских диспетчеров, по утверждению авиакомпании, поступила информация об угрозе взрыва на борту самолёта.
Сообщалось, что команду принять самолёт в Минске дал лично Александр Лукашенко, по указанию которого самолёт в Минск сопровождал белорусский истребитель МиГ-29. В дальнейшем информация о том, что истребитель сопровождал или угрожал авиалайнеру, не подтвердилась.
После посадки Роман Протасевич был задержан; вместе с ним была задержана его спутница гражданка России Софья Сапега.

### Заключение и уголовное преследование
24 мая 2021 года белорусский околовластный телеграм-канал «Жёлтые сливы» опубликовал видео с обращением Романа Протасевича из СИЗО, где он говорит, что сотрудничает со следствием и даёт признательные показания по делу об организации массовых беспорядков в Минске. Отец Протасевича заявил о странностях в его поведении и внешнем виде и предположил, что на его сына было оказано психологическое и физическое давление (в частности, он предположил, что Роману могли сломать нос). В дальнейшем информация о сломанном носе не подтвердилась, Роман убеждал, что его «никто и пальцем не трогал». 14 июня 2021 года на брифинге Министерства иностранных дел Белоруссии Роман Протасевич пригласил всех желающих подойти и посмотреть на следы от стяжек на руках и выразил готовность пройти любую независимую медицинскую экспертизу.
Профессор Вильнюсского университета Гинтаутас Мажейкис заявил, что лежащая на столе пачка сигарет той марки, которую Протасевич не курил, может быть скрытым сообщением о перенесённых пытках: по его словам, во времена массовых репрессий 1930-х годов в СССР фотография с пачкой сигарет, которые заключённый не курил, была знаком тяжёлого положения.
24 мая 2021 года совместным заявлением девяти организаций, среди которых — Правозащитный центр «Весна», Белорусская ассоциация журналистов, Белорусский Хельсинкский комитет, Белорусский ПЕН-центр, — был признан политическим заключённым. 31 мая 2021 года шефство над политзаключённым взял Джем Оздемир, депутат Бундестага.
После задержания к Протасевичу не пускали родственников и нанятого ими адвоката Инессу Оленскую. 25 мая 2021 года Оленская заявила, что ей до сих пор ни разу не удалось посетить своего клиента. По её словам, ей отказывали в доступе в СИЗО-1, а сотрудники Следственного комитета не перезванивали ей. 26 мая 2021 года, на четвёртый день после задержания, Оленская снова не смогла встретиться с Протасевичем: в течение нескольких часов её ходатайство ожидало подписи начальника Управления Следственного комитета по Минску, а во второй половине дня в СИЗО ей заявили, что Протасевича у них нет. 27 мая 2021 года Оленская подала жалобу в Генеральную прокуратуру Республики Беларусь о недопуске к подзащитному и подала ходатайство о медицинском освидетельствовании. 27 мая мать Романа провела пресс-конференцию, заявив о том, что ей не известно местонахождение сына, а также о том, что адвоката не допускают к нему и не принимают передачи. Сообщалось также, что к бабушке и дедушке Романа приходил человек, представившийся «первым адвокатом Романа», который просил их подписать документы о наделении правом представлять их внука.
Представители самопропровозглашённых ДНР и ЛНР обвиняли белоруса в совершении преступлений против мирного населения на востоке Украины. 1 июня президент Александр Лукашенко заявил, что не возражает против того, чтобы они приехали в Минск и допросили задержанного.
3 июня белорусский государственный телеканал «ОНТ» опубликовал интервью с Протасевичем в рамках программы «Марков. Ничего личного», оппозиционный журналист согласился на интервью добровольно. В беседе с руководителем канала Маратом Марковым Протасевич сообщил, что признаёт вину в организации массовых беспорядков в Минске в августе 2020 года, раскритиковал ряд представителей белорусской оппозиции, в частности, сказав, что посадка борта FR4978 в Минске стала результатом провокации сотрудника штаба Светланы Тихановской Даниила Богдановича, а также заявил, что уважает Александра Лукашенко, назвав его «человеком со стальными яйцами». Журналисты, а также семья и соратники Протасевича обратили внимание на раны на запястьях рук журналиста, возможно, являющиеся следами применявшихся к арестованному оппозиционеру пыток и, как следствие, свидетельствами принуждения Протасевича к интервью и признанию вины. В Amnesty International сочли произошедшее примером жестокого и унижающего человеческое достоинство обращения, отметив: «человек, очевидно находящийся на грани срыва, в слезах и с видимыми повреждениями на запястьях, вынужден оговаривать себя и нахваливать своих похитителей».
Доцент кафедры политической теории МГИМО Кирилл Евгеньевич Коктыш, комментируя интервью на телеканале «ОНТ», назвал искренним рассказ Романа Протасевича, подчеркнул, что «знает он достаточно много, и эта информация может оказаться довольно судьбоносной» для Союзного государства.
14 июня 2021 года на брифинге белорусского МИДа Роман Протасевич заявил, что понимает своих родителей, оказавшихся невольными заложниками польских властей, и призвал их вернуться в Минск.
Утром 25 июня 2021 года родственники Софьи Сапеги и Романа Протасевича сообщили, что задержанных отпустили под домашний арест. Молодые люди теперь живут в квартире под круглосуточной охраной. Следственный комитет Белоруссии сообщил, что Сапега и Протасевич заключили досудебное соглашение со следствием, исходя из чего СК посчитал, что им можно сменить меру пресечения.
Советник Светланы Тихановской Франтишек Вечёрко 12 января 2022 года опубликовал документ, согласно которому он вместе с Романом Протасевичем, а также Степаном Путило и Антоном Мотолько подозреваются либо обвиняются по 10 статьям УК РБ.
В мае 2022 года Протасевич сообщил: «расследование дела продолжается силами центрального аппарата СК РБ. Дело действительно получается крайне объемным — его объём уже давно превысил сотню томов. Параллельно с этим я прохожу свидетелем более чем по десятку других и разных дел. Чаще всего меня допрашивают не как непосредственного свидетеля, а скорее как „эксперта“ и человека „с той стороны“. Если говорить в общем, то у меня уже суммарно было порядка сотни допросов». По его словам, с Софьей Сапегой отношений он не поддерживает. Отчим Софьи Сапеги сказал, что для их семьи такого человека, как Протасевич, не существует. Через три дня после вынесения приговора Софье Сапеге, 9 мая 2022 года, Протасевич сочетался законным браком с неназванной избранницей. Согласно комментарию, якобы сделанному Протасевичем, он и София Сапега уже приняли решение расстаться по окончании совместного отпуска в Греции.
В августе 2022 года дал в суде показания против Светланы Тихановской, утверждая о связи её штаба с фигурантами дела о «заговоре с целью захвата власти».
16 февраля 2023 года в Минске начался суд над Романом Протасевичем: ему были предъявлены обвинения по девяти статьям УК РБ. 21 апреля 2023 года Прокуратура Беларуси запросила для Протасевича 10 лет колонии. 3 мая 2023 года Протасевич был признан виновным и приговорён к 8 годам лишения свободы с отбыванием наказания в колонии.

### Общественная реакция на задержание
7 июня 2021 года Киевский национальный университет имени Тараса Шевченко отозвал звание почётного доктора наук у Александра Лукашенко из-за задержания Романа Протасевича.
В июне 2021 года футболистка клуба «Динамо» (Брест) Виктория Сидорчук была отчислена из команды за публичную поддержку Романа Протасевича.
В июне 2021 года политический обозреватель радио «Свобода» Кирилл Озимко будущую судьбу Протасевича видел следующим образом: «Протасевич полезен власти — он много знает про оппозицию, он сам выходец из их тусовки, и публично рассказывает про них неприятные вещи. Поэтому приговор наверняка будет не жёстким. Может, в виде домашней „химии“ или условного приговора. Он в таком случае продолжит вести „просветительскую деятельность одумавшегося экс-оппозиционера“».
В 2021 году, по мнению ряда правозащитных организаций и западных наблюдателей, являлся политическим заключённым.

### Помилование
22 мая 2023 года было объявлено, что Лукашенко помиловал Протасевича. Также стало известно, что Протасевич дал показания против своей бывшей девушки Софьи Сапеги.
В мае 2023 года мать Протасевича вернулась из Польши в Беларусь. В интервью государственному Белорусскому телеграфному агентству Протасевич заявил, что он определённо не планирует связывать свою жизнь с политикой.
13 июня 2023 года Лукашенко рассказал о том, почему он решил помиловать Протасевича. Лукашенко заявил СМИ, что помиловал Протасевича, потому что «этот парень сделал все, что обещал, чтобы спасти свою жизнь или не сесть в тюрьму… он признался, что сделал что-то не так». Лукашенко объяснил, что также потому, что Протасевич никого не убивал и не был ни на каком фронте, он решил помиловать его.
Некоторые деятели белорусской оппозиции стали считать Протасевича предателем. Андрей Санников сказал New York Times: «Пожалуйста, не хвалите его как борца за свободу. Он очень темная фигура во всей этой истории. Мы не хотим больше слышать его имя. … Он предал все демократическое движение». Франак Вечёрка отметил, что перемены в Протасевиче — это «очень важная история, которая учит нас, насколько жестоки такие режимы, как режим Лукашенко».
19 июня 2023 года Протасевичу были назначены условия его помилования, включая обязанность регулярно отмечаться у инспектора, запрет на выход из дома в определённое время, а также посещать публичные мероприятия.
В июле 2023 года правительство Лукашенко исключило Протасевича из списка террористов.
В мае 2024 года Протасевич сообщил, что выучился на электросварщика 3-го разряда. Осенью 2024 года Протасевич рассказал в интервью, что он работает на Минском электротехническом заводе сварщиком и получает около 2200—2500 белорусских рублей. Также он продолжает заниматься журналистикой и пишет для различных изданий в качестве фрилансера. Живёт в собственной квартире, полученной от родителей. В интервью Ксении Собчак также рассказал, что он «недавно был в Дубае» и у него «были мысли сесть на самолёт и улететь в другую страну», но из-за многих факторов он к этому пока не готов.
- Оперативная съёмка допроса Романа Протасевича
- Интервью Романа Протасевича
- Пресс-конференция Романа Протасевича